# روبسون دا سيلفا
روبسون دا سيلفا (بالبرتغالية: Robson da Silva) هو منافس ألعاب قوى وصحفي برازيلي، ولد في 4 سبتمبر 1964 في ريو دي جانيرو في البرازيل.

## وصلات خارجية
- روبسون دا سيلفا على موقع الاتحاد الدولي لألعاب القوى (الإنجليزية)
- روبسون دا سيلفا على موقع اللجنة الأولمبية الدولية (الإنجليزية)
- روبسون دا سيلفا على موقع أوليمبيديا (الإنجليزية)
- روبسون دا سيلفا على موقع اللجنة الأولمبية البرازيلية (البرتغالية)